# Ospitalità
Con ospitalità si intende l'accoglienza dello straniero o di chi in generale non vive in un determinato luogo.

## Etimologia
La parola "ospite" deriva dal latino hospes, che a sua volta condivide la radice con hostis, nemico: il primo indica uno straniero "favorevole", il secondo uno "ostile", ma il grammatico latino Sesto Pompeo Festo indicava come hostes le persone straniere con gli stessi diritti dei cittadini romani, dando al verbo hostire il significato di "ricambiare". Da questa etimologia Émile Benveniste trae nel Vocabolario delle istituzioni indoeuropee la conclusione che l'ospitalità si fonda sull'obbligo di ricambiare un dono con un controdono. Benveniste definisce dunque l'ospitalità come un rito, appunto attraverso lo scambio di doni, come un fenomeno economico perché comporta il passaggio di ricchezze e come l'atto di stabilire un legame fra gruppi sociali (ad esempio famiglie o tribù). Un esempio di questa pratica è il potlatch dei nativi americani.

## L'ospitalità nell'antica Grecia e nell'antica Roma
Per i greci l'ospitalità (xenia), pur non essendo regolata da norme scritte, prevedeva la tradizione di scambiare beni o favori. L'ospite, protetto da Zeus in quanto tale, era accolto senza che se ne conoscesse l'identità. Fra chi arrivava e chi lo accoglieva si stabiliva un vincolo di solidarietà. Nella mitologia classica spicca la figura di Assilo, un giovane e pacifico possidente della Troade che era solito ospitare nella sua casa tutti coloro che passavano per quella contrada: fino al giorno in cui fu costretto a prendere parte alla Guerra di Troia, dove trovò la morte, come narrato nell'Iliade.
Presso i romani l'ospitalità trovò una dimensione normativa attraverso la formalizzazione della tessera hospitalis, che indicava i nomi dell'ospite e dell'ospitato: il primo garantiva per il secondo, consentendogli in questo modo di accedere a Roma e ottenendo in cambio lo stesso trattamento nella città d'origine dell'ospitato. Allo scambio di doni si fa risalire il nome di una dea romana, Hostilina, citata da Sant'Agostino come la divinità chiamata a vigilare sull'equilibrio fra il lavoro svolto nei campi e il raccolto prodotto.

## Nella Bibbia
Ebrei 13:2 attribuisce un valore sacro all'ospitalità che può portare l'inaspettata presenza di un angelo, probabilmente riferito all'aspetto umano che tali creature possono liberamente incarnare, secondo quanto descritto in cluni passi della Scrittura, quali la vicenda di Lot e la storia del figlio di Tobi.
Nel Libro dei Giudici, invece, le regole dell'ospitalità vengono gravemente infrante da Giaele, che uccide a tradimento il condottiero Sisara, rifugiatosi presso di lei.